# Carlo Coccia
Carlo Coccia, italijanski operni skladatelj, * 14. april 1782, Neapelj, Italija, † 13. april 1873, Novara, Italija.
Glasbo je študiral na neapeljskem konservatoriju, kjer je bil mdr. učenec Giovannija Paisiella. Živel je v Benetkah, Lizboni, Londonu, Torinu ...

## Opere (izbor)
- Klotilda (1815)
- Maria Stuart, škotska kraljica (1827)
- Caterina di Guisa (1833)